# Космос-2350
Космос-2350 је један од преко 2400 совјетских вјештачких сателита лансираних у оквиру програма Космос.
Космос-2350 је лансиран са космодрома Тјуратам, Бајконур, Казахстан, 29. априла 1998. Ракета-носач Протон-К је поставила сателит у орбиту око планете Земље. 